# Aelle
Aelle (també Ælle o Ella) fou el primer rei dels saxons del sud i fundador del Regne de Sussex des d'aproximadament l'any 477 fins al 514. La informació que ens ha arribat sobre aquest monarca és molt limitada, fins al punt que no es pugui afirmar amb certesa la seva existència.
Segons les fonts, Aelle va arribar a Anglaterra acompanyat de tres dels seus fills, originaris del continent. En desembarcar es van enfrontar als britans locals i aparentment, cap al 491 hi va haver una gran batalla a la localitat de Pevensey on els saxons d'Aelle massacraren als britans, sense deixar-ne un viu.
Beda el venerable, monjo i historiador del Regne de Northumbria i autor de la crònica del segle viii Historia ecclesiastica gentis Anglorum, diu que Aelle fou el primer rei anglosaxó que es va imposar sobre la resta de cabdills i reis anglosaxons, obtenint per tant el títol de bretwalda o governant suprem de Britànnia.

## Context històric

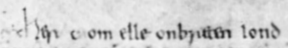
El nom d'Aelle és visible en el manuscrit de la Crònica anglosaxona, escrit cap a l'any 890

Ja durant el període d'ocupació romana de Britànnia, les costes angleses havien patit incursions dels saxons del nord d'Alemanya i el sud de la península de Jutlàndia. Per prevenir aquests atacs, els romans van construir fortificacions per vigilar les costes de manera constant. Però els romans abandonaren Britànnia el 410, deixant l'illa a la seva sort.
Segons la Crònica, les coses empitjoraren pels Britans quan el seu rei Vortigern va contractar mercenaris saxons per lluitar contra els pictes que atacaven des del nord. Després de les victòries inicials, els cabdills dels saxons, Hengist i Horsa, es tornaren cada cop més ambiciosos i el creixent nombre de saxons va acabar enfrontant-se als seus antics aliats. La invasió saxona va patir un fort contratemps amb la derrota patida en la batalla del Mont Badon, però dècades després reprengueren el seu avanç i a finals del segle VI controlaven gairebé tot el sud d'Anglaterra. Alguns autors teoritzant que Aelle liderava els saxons derrotats a Mont Badon, però d'altres descarten la idea.

## Fonts

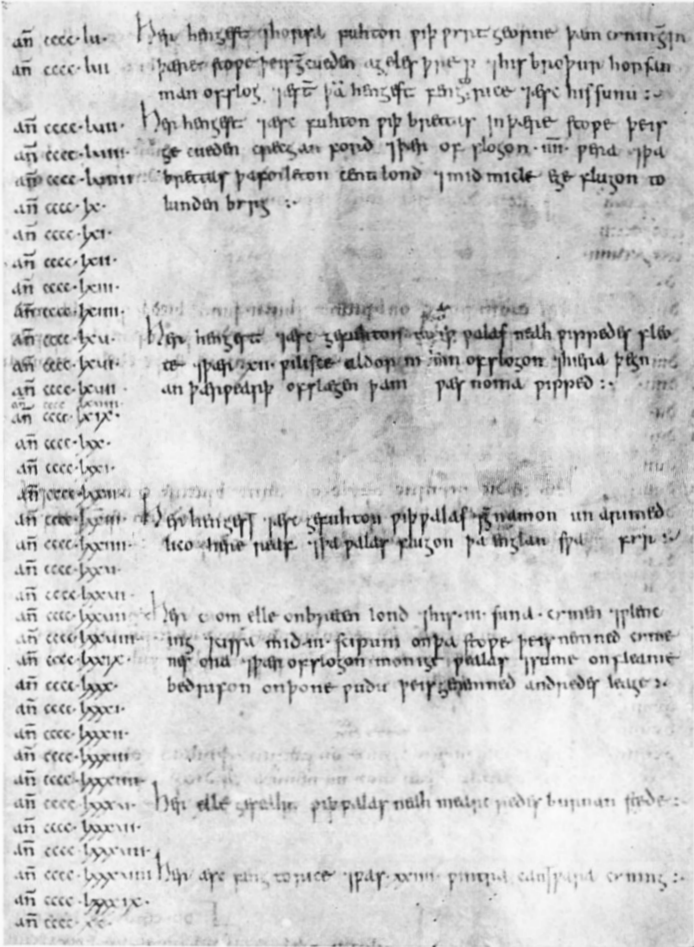
Una pàgina del manuscrit A de la Crònica anglosaxona. El nom Aelle, escrit com "Elle", pot veure's en dues de les entrades al final de la pàgina.

## Regnat
Si les dates que proporciona la Crònica anglosaxona són precises, el regnat d'Aelle va tenir lloc en mig de l'expansió anglosaxona però abans de la conquesta definitiva. Això explicaria el llarg període de cinquanta o més anys, en la línia de successió dels bretwaldas entre Aelle i el segon de la llista. La idea d'una pausa en l'avanç anglosaxó està recolzada pel relat de Procopi sobre la migració en el segle VI des de Gran Bretanya cap al Regne dels Francs. La colonització d'Armòrica (l'actual Bretanya, a França), fou duta a terme per colons de Dumnònia, la moderna Cornualla (Gran Bretanya). És probable que aquest fet interrompis el flux general d'anglosaxons des del continent cap Gran Bretanya.
És possible, per tant, que existís un rei històric anomenat Aelle, que va arribar del continent a Gran Bretanya a finals del segle v i va conquerir la major part del que ara és Sussex. Podria haver estat un prominent cabdill militar i la seva reputació va fer que Beda l'incloïes en la llista de governants del sud d'Anglaterra. Les batalles enumerades en la crònica són compatibles amb una conquesta del Regne de Sussex des de l'est a l'oest, contra una resistència britana suficientment forta com per aguantar catorze anys.